# Distrito de Jircan

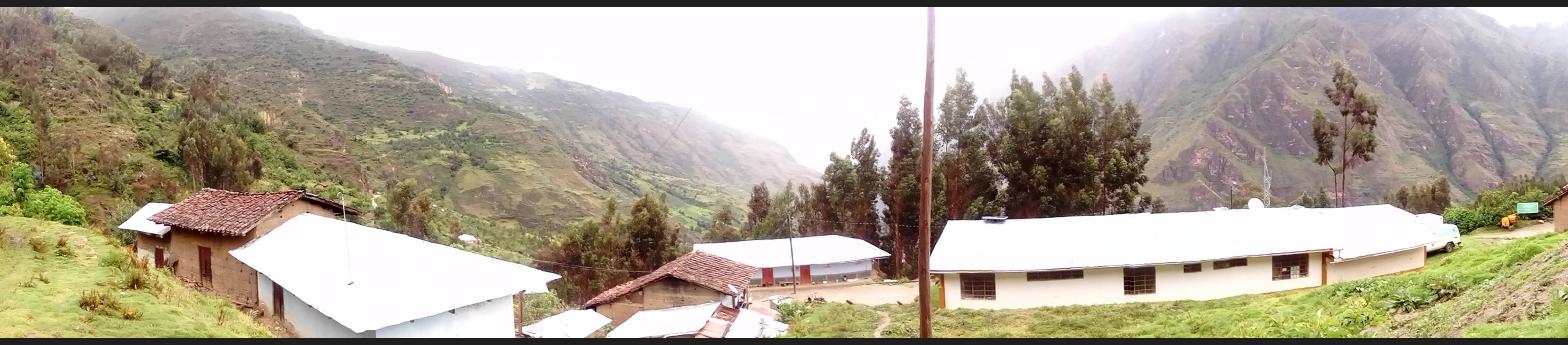
Vista panorámica de una calle del distrito de Jircan, a la derecha se muestra el hospital del distrito, a la izquierda casas típicas de la zona.

El distrito de Jircan es uno de los once que conforman de la provincia de Huamalíes ubicada en el departamento de Huánuco en el centro del Perú.  
Limita por el Norte con el distrito de Arancay y la provincia de Huacaybamba; por el Sur con los distritos de Monzón y Tantamayo; por el Este con la provincia de Huacaybamba; y, por el Oeste con el departamento de Áncash.
Desde el punto de vista jerárquico de la Iglesia católica forma parte de la Diócesis de Huánuco, sufragánea de la Arquidiócesis de Huancayo.

## Historia
La fecha de creación de este distrito es el 7 de octubre de 1942, por Ley  dada en el primer gobierno del Presidente Manuel Prado Ugarteche.

## Población
La población total en este distrito es de 2 948 personas.

## Geografía

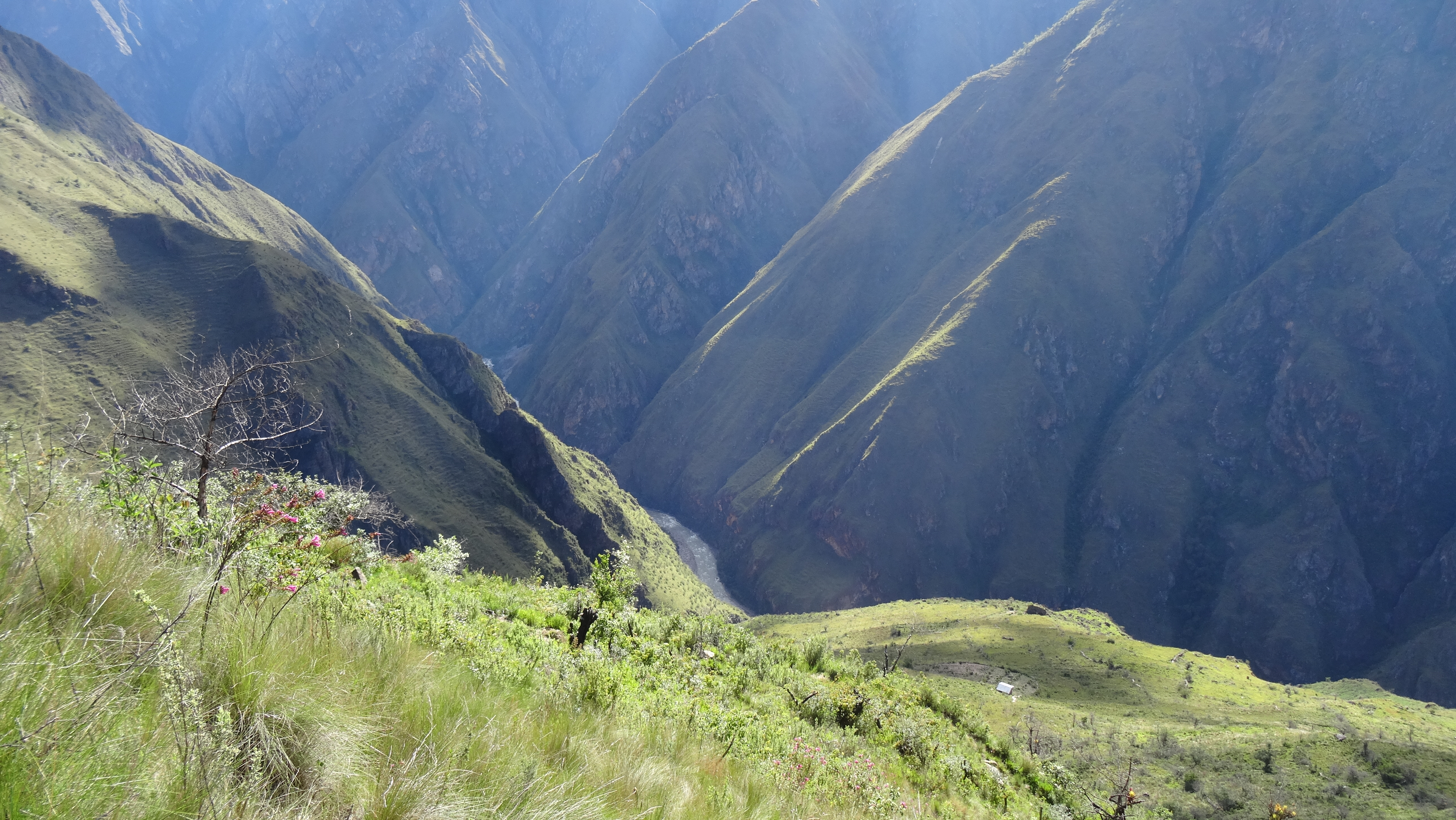
Río Marañón desde la trocha Urpish - Río Marañón.

Con un área de 84,81 km² su territorio se extiende por ambos flancos de la cadena central, siendo su flanco occidental parte del margen oriental del río Marañón y delimitado por el mismo.

## Centros poblados
- Urpish
- Jircan
- Huancash
- Chequias
- Campamento
- Chapacara

## Autoridades

### Municipales
- Periodo 2007-2010, Alcalde: Juan Villanueva López, del Partido Democrático Somos Perú (SP).
- regidores:MIGUEL ANGEL AMADO FONSECA; BEATO APONTE ROQUE; ARTEMIO QUISPE OCADIO; NICANOR BARRIONUEVO MODESTO; DELMIRA CESPEDES SERNA

- Periodo 2011-2014 ,  Alcalde: Juan Villanueva López, del Partido Democrático Somos Perú (SP).
- regidores: Emiliano Román Núñez  Serna; Ricardina Sánchez Eguizábal; Diomar Saavedra Prado; Lodit Aponte Roque; Roger Palacios Rubina

- periodo 2014-2018; Alcalde: Juan Villanueva López, del Partido Democrático Somos Perú (SP).
- regidores: Antonio Gabriel Gamarra; Nelfa Venilda Espinoza Gonzales; Hamilton Miqueas Medina Cierto; Jonas Zorrilla Trujillo; Aydee León Masgo

- periodo 2019-2022; Alcalde:  Jose Luis Huanca Isidro, del Partido Acción Popular (AP).
- regidores: Dario Barrionuevo Diaz; Neptali Ocaña Céspedes; Orfa Ramírez Obregon; Yudi Condezo Morales; Freddy Fernandez Roman

- Periodo 2023-2026, Alcalde: Emel Sotomayor Gamara

|urlarchivo=https://web.archive.org/web/20090419154801/http://www.ampeperu.gob.pe/p_directorio_municipalidades/departamentos/huanuco.html |fechaarchivo=7 de octubre de 2018 }}</ref> del Partido Acción Popular (AP).

### Policiales
- Comisario:  PNP.

### Religiosas
- Diócesis de Huánuco[6]
  - Obispo: Mons. Jaime Rodríguez Salazar, MCCJ.

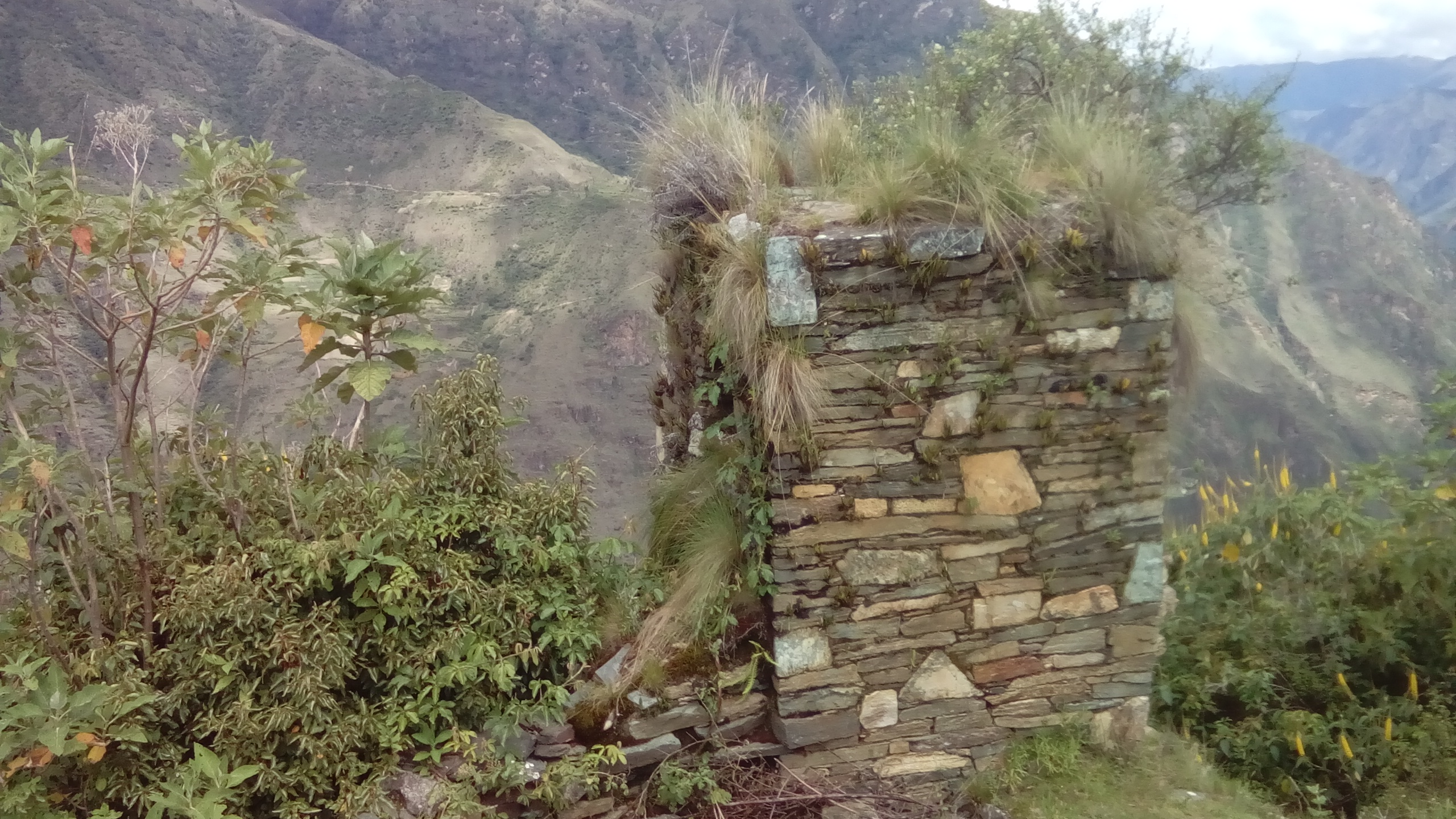
Es un castillo hecho de piedras con formas geométricas de la época incaica ubicado en las alturas del distrito de Jircan, provincia de Huamalíes, región Huánuco.

- [7]

Parroquia
- - Párroco: Pbro.  .

## Galería
- Wikimedia Commons alberga una categoría multimedia sobre Distrito de Jircan.